# وایت اووک (اکلاهما)
وایت اووک(به انگلیسی: White Oak) شهری در ایالت اکلاهما کشور ایالات متحده آمریکا است که جمعیت آن در سرشماری سال ۲۰۱۰ میلادی، ۲۶۳ نفر بوده‌است.